# Arbitrage (économie)
Pour les articles homonymes, voir Arbitrage.
L'arbitrage est un concept de microéconomie qui désigne une situation de choix qui s'impose à un agent économique ou qu'un agent économique décide de lui-même. 

## Concept
Les arbitrages les plus courants en microéconomie sont entre l'épargne et la consommation, ou entre l'investissement et plusieurs paniers de biens. L'arbitrage est censé permettre à l'agent de maximiser son profit ou son utilité. L'arbitrage est souvent un arbitrage coût/avantage.
Un arbitrage permet de tirer avantage des différences entre deux possibilités d'un choix.
L'arbitrage peut aussi être entre le court terme et le long terme.